# Francesco Marmaggi

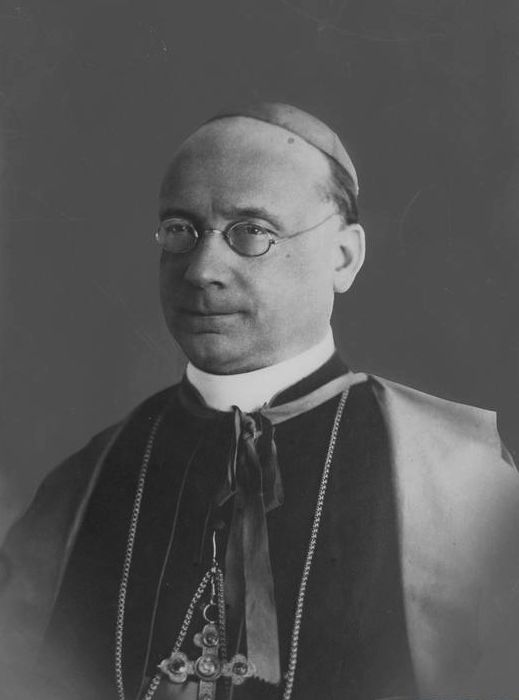
Erzbischof Francesco Marmaggi (vor 1939)

Francesco Kardinal Marmaggi (* 31. August 1876 in Rom; † 3. November 1949 ebenda) war Diplomat des Heiligen Stuhls und Kurienkardinal.

## Leben
Marmaggi besuchte das Päpstliche Römische Priesterseminar, wo er einen Doktorgrad in Philosophie und Theologie erwarb. Er empfing in Rom am 14. April 1900 die Priesterweihe für das Bistum Rom. Danach arbeitete er in der Seelsorge in der Diözese Rom sowie als Mitglied der Fakultät des Päpstlichen Römischen Athenaeum Sant’Apollinare und Mitarbeiter der Apostolischen Pönitentiarie bis 1904. Papst Pius X. ernannte ihn am 15. November 1907 zum Kaplan Seiner Heiligkeit. Am 2. Juni 1915 wurde er zum Ehrenprälaten Seiner Heiligkeit ernannt.
Papst Benedikt XV. ernannte ihn am 1. September 1920 zum Titularerzbischof von Hadrianopolis in Haemimonto und ersten Apostolischen Nuntius im Königreich Rumänien. Der Ernennung folgte eine lange Zeit der Verhandlungen zwischen Rumänien und dem Heiligen Stuhl, und im Gegenzug erfolgte die Ernennung Dimitrie Pennescus als ersten Botschafter Rumäniens beim Heiligen Stuhl. Kardinalstaatssekretär Pietro Gasparri spendete ihm am 26. September desselben Jahres in der Kirche Santa Maria in Trastevere die Bischofsweihe; Mitkonsekratoren waren Bonaventura Cerretti, Sekretär der Kongregation für außerordentliche kirchliche Angelegenheiten, und Lorenzo Schioppa, Apostolischer Nuntius im Königreich Ungarn. Als Wahlspruch wählte er Lux de luce („Licht vom Licht“). Der Apostolische Nuntius in der Schweiz, Luigi Maglione, wurde in der gleichen Zeremonie geweiht. Marmaggi vertrat den Papst 1922 bei der Krönung von Ferdinand I. als König von Großrumänien, eine Zeremonie, die in Alba Iulia stattfand.
Nach dem Griechisch-Türkischen Krieg war er außerordentlicher Gesandter in der Türkei. Diese Mission war Beweis für Pius’ XI. Entscheidung, mit der das Papsttum die diplomatischen Beziehungen intensivierte, eine Politik, die in der Enzyklika Pacem, Dei munus pulcherrimum dargestellt wurde, und nahm Abschied von der Tradition des französischen Schutzes für die Katholiken des Nahen Ostens. Zur gleichen Zeit schickte der Papst auch Celso Benigno Luigi Costantini nach China, um Kontakte mit der Beiyang-Regierung aufzunehmen.
Am 30. Mai 1923 wurde Marmaggi zum Apostolischen Nuntius in der Tschechoslowakei ernannt. Zwei Jahre später wurde er jedoch als Zeichen des Protestes nach Rom zurückgerufen. Dies war das Ergebnis von mehreren Meinungsverschiedenheiten zwischen den Behörden auf beiden Seiten, ausgelöst von der tschechoslowakischen Entscheidung, den upálení mistra Jana Husa zu feiern, ein Fest zu Ehren Jan Hus’, der das protestantische Dogma beeinflusst hatte und als Ketzer auf dem Scheiterhaufen verbrannt worden war.
Francesco Marmaggi verließ Prag am 6. Juli 1925, nachdem nach wiederholten Warnungen Präsident Tomáš Masaryk, Premierminister Antonín Švehla und Außenminister Edvard Beneš der Forderung nicht nachkamen, nicht an den Feierlichkeiten teilzunehmen, wobei die drei Politiker vorgeblich als Privatpersonen am Fest teilnahmen. Sein Protest wurde von der Československá strana lidová unterstützt, die Kritik an Präsident Masaryk äußerte. Als Folge seiner Abreise brach die Tschechoslowakei die diplomatischen Beziehungen mit dem Heiligen Stuhl ab.
Der Papst ernannte ihn am 13. Februar 1928 zum Apostolischen Nuntius in Polen. Pius XI. nahm ihn am 16. Dezember 1935 als Kardinalpriester mit der Titelkirche Santa Cecilia in Trastevere in das Kardinalskollegium auf. Zwei Jahre später analysierte er mit den Kardinälen Maglione, Pietro Boetto SJ, Nicola Canali, Mario Nasalli Rocca di Corneliano, Alberto di Jorio, Giovanni Mercati, Raffaele Carlo Rossi OCD, Carlo Salotti, Federico Tedeschini und Eugène-Gabriel-Gervais-Laurent Tisserant in einer päpstlichen Kommission die Situation, die durch den Spanischen Bürgerkrieg ausgelöst wurde und die Auswirkungen des Konflikts auf den römisch-katholischen Klerus in Spanien. Nach Ansicht des Historikers Vicente Cárcel Ortí wurde die Kommission gegründet, nachdem der Papst vor Francisco Francos Entscheidung, die republikanischen Reformen zu kippen, gewarnt wurde (in einer Zeit, als die Zone, die von Aufständischen kontrolliert wurde, viel kleiner war als die Zone der Republikaner).
Er beteiligte sich am Konklave 1939, das Pius XII. wählte. Er verließ Polen im März 1939, da er zum Kardinalpräfekten der Heiligen Konzilskongregation berufen wurde. Angeblich wollte er als seinen Nachfolger Angelo Giuseppe Roncalli, den damaligen Nuntius in der Türkei und Griechenland und späteren Papst Johannes XXIII., aber sein Antrag blieb unbeantwortet.
Er starb an einem Herzinfarkt und wurde in der Basilika Santa Cecilia in Trastevere begraben. Eine Straße in Rom wurde nach ihm benannt (Via Cardinale Marmaggi).